# Saison 5 de Chuck
Chronologie
Saison 4 –
La cinquième saison de Chuck, série télévisée américaine, est constituée de treize épisodes et a été diffusée du 28 octobre 2011 au 27 janvier 2012 sur le réseau NBC, aux États-Unis.

## Synopsis
Chuck Bartowski est un geek, un passionné d'ordinateurs qui travaille au Buy More, une grande surface d'électroménager et d'électronique, plus particulièrement dans le SAV informatique appelé Nerd Herd, qui est une parodie de Geek Squad. Sa vie va basculer le jour où Bryce Larkin, son ancien meilleur ami de l'Université Stanford, lui envoie un courriel mystérieux qui contient une base de données chiffrée réunissant les informations de la NSA et de la CIA et appelée l’Intersecret (Intersect en VO). L'inconscient de Chuck détient alors toutes les données de ces deux agences qui se révèlent par des flashs à la vue de certains objets ou personnes ou dans des situations de danger. Arrivent aussitôt John Casey de la NSA, un homme d'une grande force physique, intelligent et très patriote ainsi que Sarah Walker de la CIA, une très belle femme pleine de talent et de charme, qui l'initient au monde de l'espionnage et tentent de le protéger dans toutes ses aventures. Sa vie est alors partagée entre son emploi au Buy More, son meilleur ami Morgan Grimes, sa sœur Ellie, les missions d'espionnage et les mystères de sa vie…

## Distribution

### Acteurs principaux
- Zachary Levi (VF : Tanguy Goasdoué) : Charles « Chuck » Irving Bartowski
- Yvonne Strahovski (VF : Laura Blanc) : Sarah Lisa Walker Bartowski
- Adam Baldwin (VF : David Krüger) : Colonel John Casey
- Joshua Gomez (VF : William Coryn) : Morgan Grimes
- Sarah Lancaster (VF : Caroline Lallau) : Eleanor « Ellie » Bartowski-Woodcomb
- Ryan McPartlin (VF : Stéphane Pouplard) : Devon Woodcomb alias « Capitaine Trop Top » (« Captain Awesome » en VO)
- Mark Christopher Lawrence (VF : Pascal Casanova) : Michael « Big Mike » Tucker
- Scott Krinsky (VF : Jacques Bouanich) : Jefferson « Jeff » Barnes
- Vik Sahay (VF : Pascal Nowak) : Lester Patel

### Acteurs récurrents
- Bonita Friedericy (VF : Françoise Pavy) : Général Diane Beckman
- Mekenna Melvin (VF : Cécile Nodie) : Alex McHugh, fille de John Casey et de Kathleen McHugh
- Richard Burgi (VF : Bernard Lanneau) : Clyde Decker alias « l'Effaceur »
- Carrie-Anne Moss (VF : Danièle Douet) : Gertrude Verbanski, ancienne espionne devenue femme d'affaires de la Verbanski Corporation[2]
- Angus Macfadyen (VF : Bernard Métraux) : Nicholas Quinn[3] (épisodes 10 à 13)

### Invités
- Mark Hamill (VF : Patrick Préjean) : Jean-Claude, un riche voleur[4] (épisode 1)
- Craig Kilborn (en) : Roger Bale, un ennemi[5] (épisode 1)
- Jeff Fahey (VF : Patrick Raynal) : Karl Sneijder, soupçonné d’être impliqué dans des affaires criminelles[6] (épisode 2)
- Justin Hartley (VF : Sébastien Boju) : Wesley Sneijder, anthropologue, frère de Karl[6] (épisode 2)
- David Koechner : Crazy Bob, manager de la franchise Buy More[7] (épisode 4)
- Catherine Dent (VF : Déborah Perret) : Jane Robertson, une amie de Bob, manager dans un autre établissement Buy More[7] (épisode 4)
- Danny Pudi (VF : Paolo Domingo) : Vali Chandrasekaren, un employé remplaçant Lester au Buy More[8] (caméo, épisode 5)
- Beau Garrett (VF : Charlotte Marin) : Valaria, la chef de l'église du souffle éternel (Church of Eternal Wind)[9] (épisode 5)
- Eric Lange (VF : Gérard Darier) : Colin Davis, un des disciples de cette église[9] (épisode 5)
- Freddie Wong : Freddie (épisode 5)
- Jack Dimich (VF : Jean-François Vlérick) : Timur (épisode 5)
- Rebecca Romijn (VF : Chantal Baroin) : agent spécial Robin Cunnings[10] (épisode 6)
- Stan Lee : lui-même, possède aussi une identité secrète (épisode 7)
- Brandon Routh (VF : Adrien Antoine) : Daniel Shaw (épisode 7)
- Cheryl Ladd (VF : Céline Monsarrat) : Emma, la mère de Sarah[11] (épisode 8)
- Tim DeKay (VF : Pierre Tessier) : Kieran Ryker, l'ancien mentor de Sarah Walker[12] (épisode 8)
- Tony Todd (VF : Thierry Desroses) : Graham, le Directeur de la CIA (épisode 8)
- Jim Tavaré (VF : Vincent de Boüard) : l'homme torturant Chuck (épisode 9)
- Marco Rodríguez (VF : Bernard Gabay) : Rocky Falcone (épisode 9)
- Omar J. Dorsey : St. Germaine (épisode 9)
- Bo Derek : elle-même[13] (épisode 10)
- Ian Wolterstorff : Dale (épisode 10)
- Dru Gash : Jeremiah (épisode 10)
- Erin Cahill : Bobbi (épisode 11)
- Ben Browder (VF : Maurice Decoster) : Ron (épisode 11)
- Linda Hamilton (VF : Véronique Augereau) : Mary Bartowski[14] (épisode 13)
- Mark Pellegrino (VF : Nicolas Lormeau) : Edgar, ancien agent du Fulcrum (caméo, épisode 13)[15]
- Vladimir Kulich (VF : Philippe Dumond) : Rennie Deutch (épisode 13)

## Liste des épisodes
1. Ma petite entreprise
2. Le Bandit barbu
3. Le Côté obscur de Morgan
4. La Vipère
5. Hacker vaillant
6. En cavale
7. Noël à la CIA
8. Le Secret de Sarah
9. Des espions qui ont du cœur
10. Les Flamants roses
11. À fond de train
12. L'Inter-secrète
13. Rien qu’un baiser

### Épisode 1:Ma petite entreprise
- États-Unis : 28 octobre 2011 sur NBC[16]
- Québec : 21 août 2012 sur Ztélé[17]
- France : 6 octobre 2012 sur NT1[18],[19]

- États-Unis : 3,42 millions de téléspectateurs[20] (première diffusion)
- France : 300 000 téléspectateurs (première diffusion)

- Mark Hamill (Jean Claude)
- Craig Kilborn (en) (Roger Bale)

### Épisode 2:Le Bandit barbu
- États-Unis : 4 novembre 2011 sur NBC
- Québec : 28 août 2012 sur Ztélé[17]
- France : 6 octobre 2012 sur NT1[19]

- États-Unis : 3,08 millions de téléspectateurs[21] (première diffusion)
- France : 300 000 téléspectateurs (première diffusion)

- Jeff Fahey (Karl Sneijder)
- Justin Hartley (Wesley Sneijder)

- Avec cet épisode, la série réalise sa plus mauvaise audience historique[21].

### Épisode 3:Le Côté obscur de Morgan
- États-Unis : 11 novembre 2011 sur NBC
- Québec : 4 septembre 2012 sur Ztélé[17]
- France : 13 octobre 2012 sur NT1[19]

- États-Unis : 3,13 millions de téléspectateurs[22] (première diffusion)

### Épisode 4:La Vipère
- États-Unis : 18 novembre 2011 sur NBC
- Québec : 11 septembre 2012 sur Ztélé[17]
- France : 13 octobre 2012 sur NT1[19]

- États-Unis : 3,11 millions de téléspectateurs[23] (première diffusion)

- David Koechner (Crazy Bob)
- Catherine Dent (Jane Robertson)

### Épisode 5:Hacker vaillant
- États-Unis : 9 décembre 2011 sur NBC
- Québec : 18 septembre 2012 sur Ztélé[17]
- France : 20 octobre 2012 sur NT1[19]

- États-Unis : 3,66 millions de téléspectateurs[24] (première diffusion)

- Danny Pudi (Vali Chandrasekaren, caméo)
- Beau Garrett (Valaria)
- Eric Lange (Colin Davis)
- Freddie Wong (Freddie)

- Lors d'une discussion en prison entre John Casey et Gertrude Verbansky, en début d'épisode, John lui dit qu'elle pourrait prendre sa place (au sein de l'équipe avec Sarah Walker et Chuck), Gertrude lui répond sarcastiquement qu'elle ne veut pas recevoir d'ordre de Jonathan et Jennifer Hart. Ceci fait référence aux deux principaux protagonistes de la série Pour l'amour du risque, diffusée entre entre 1979 et 1984 sur ABC.

### Épisode 6:En cavale
- États-Unis : 16 décembre 2011 sur NBC
- Québec : 25 septembre 2012 sur Ztélé[17]
- France : 20 octobre 2012 sur NT1[19]

- États-Unis : 3,22 millions de téléspectateurs[25] (première diffusion)

- Rebecca Romijn (agent spécial Robyn Cunnings)

### Épisode 7:Noël à la C.I.A.
- États-Unis : 23 décembre 2011 sur NBC
- Québec : 2 octobre 2012 sur Ztélé[17]
- France : 27 octobre 2012 sur NT1[19]

- États-Unis : 3,34 millions de téléspectateurs[26] (première diffusion)

- Stan Lee (lui-même)
- Brandon Routh (Daniel Shaw)

### Épisode 8:Le Secret de Sarah
- États-Unis : 30 décembre 2011 sur NBC
- Québec : 9 octobre 2012 sur Ztélé[17]
- France : 27 octobre 2012 sur NT1[19]

- États-Unis : 3,07 millions de téléspectateurs[27] (première diffusion)

- Cheryl Ladd (Emma)
- Tim Dekay (Kieran Ryker)
- Tony Todd (Langston Graham, le directeur de la CIA)

### Épisode 9:Des espions qui ont du cœur
- États-Unis : 6 janvier 2012 sur NBC
- Québec : 16 octobre 2012 sur Ztélé[17]
- France : 3 novembre 2012 sur NT1[19]

- États-Unis : 3,26 millions de téléspectateurs[28] (première diffusion)

### Épisode 10:Les Flamands roses
- États-Unis : 13 janvier 2012 sur NBC
- Québec : 23 octobre 2012 sur Ztélé[17]
- France : 3 novembre 2012 sur NT1[19]

- États-Unis : 3,17 millions de téléspectateurs[29] (première diffusion)

- Bo Derek (elle-même)

- Angus Macfadyen (Nicholas Quinn)

- Lorsque Chuck, Morgan, Sarah et Casey partent pour Vail, la chanson Don't Stop (Color on the Walls) de Foster the People est diffusée.

### Épisode 11:À fond de train
- États-Unis : 20 janvier 2012 sur NBC
- Québec : 30 octobre 2012 sur Ztélé[17]
- France : 23 août 2015 sur NT1[30]

- États-Unis : 3,82 millions de téléspectateurs[31] (première diffusion)

Sarah a téléchargé l’Intersecret dans sa mémoire pour échapper à un guet-apens. Avec l'aide de Casey, elle sauve Chuck. Cependant l’Intersecret commence à attaquer son cerveau et Ellie cherche un moyen de la sauver.
Pendant ce temps, Jeff et Lester sauvent le « capitaine Trop Top », Morgan et Alex. Ils apprennent ainsi le véritable métier de leurs collègues.

### Épisode 12:L'Inter-secrète
- États-Unis : 27 janvier 2012 sur NBC
- Québec : 6 novembre 2012 sur Ztélé[17]
- France : 23 août 2015 sur NT1[30]

- États-Unis : 4,1 millions de téléspectateurs[32] (première diffusion)

Sarah rentre chez elle, avec une oreillette pour que Quinn lui dicte ce qu'elle doit faire : récupérer l’Intersecret.
Chuck décide alors de le détruire et retourne dans la pièce qui servait de base à l’Intersecret. Sarah, obéissant à Quinn, arrive à télécharger l’Intersecret dans ses lunettes et prend la fuite en verrouillant la porte après avoir placé une bombe sur la porte. Cependant, Sarah hésite et ne veut pas appuyer sur le bouton pour faire exploser la salle, mais Quinn a le vrai bouton et déclenche la bombe. Néanmoins, ce que Quinn et Sarah ne savent pas, c'est que Chuck a eu le temps d'échanger les lunettes avec des fausses sans données. Sarah promet alors à Quinn de tout faire pour récupérer les lunettes.

### Épisode 13:Rien qu’un baiser
- États-Unis : 27 janvier 2012 sur NBC
- Québec : 13 novembre 2012 sur Ztélé[17]
- France : 23 août 2015 sur NT1[30]

- États-Unis : 4,31 millions de téléspectateurs[32] (première diffusion)

- Mark Pellegrino (agent du Fulcrum, caméo)

- Cet épisode, qui est le dernier de la série, réalise la meilleure audience de la saison[32].
- Dans le coffret DVD, sorti le 8 mai 2012 aux États-Unis[33], une version longue de l’épisode final, avec sept minutes supplémentaires est présente, passant la durée de celui-ci de 45 à 52 minutes[33].

## Informations sur le coffretDVD
- Intitulé du coffret : Chuck - The Complete Fifth and Final Season (zone 1) / Chuck - L'intégrale de la cinquième et dernière saison (zone 2)
- Édition : Warner Home Video
- Nombres d'épisodes : 13
- Nombres de disques : 3
- Format d'image : couleur, plein écran, 16/9, 1,78:1
- Audio : Dolby Surround 5.1
- Langues : anglais, portugais
  - Sous-titres : anglais, espagnol, français, portugais
- Durée : 559 minutes
- Bonus : 
  - 3 heures de bonus (dont une version longue de l’épisode final, avec sept minutes supplémentaires passant celui-ci de 45 à 52 minutes)
  - Sandwichs et Superfans : le sauvetage d'une série hommage aux meilleurs fans du monde
  - Chuck versus l'épisode final : une visite émouvante des coulisses
  - Orchestrer le monde de Chuck : l'esprit derrière la musique
  - Chuck : le commencement : l'idée qui a lancé un succès
  - Chuck : l'évolution : la transformation du geek à l'espion
  - Au revoir Buy More : la destruction en accélérée du plateau de tournage
  - les publicités exclusives du Buy More
  - la version longue du final de la série
  - Chuck, le futur : les prédictions du casting et des producteurs
  - les commentaires audios des deux derniers épisodes par les producteurs exécutifs et les acteurs
  - les scènes coupées
  - le bêtisier
- Dates de sortie :
  -  États-Unis : 8 mai 2012[33]
  -  Allemagne : 9 novembre 2012 (avec les pistes en version française)[réf. souhaitée]
  -  France : 3 avril 2013